# Bonaventuracollege

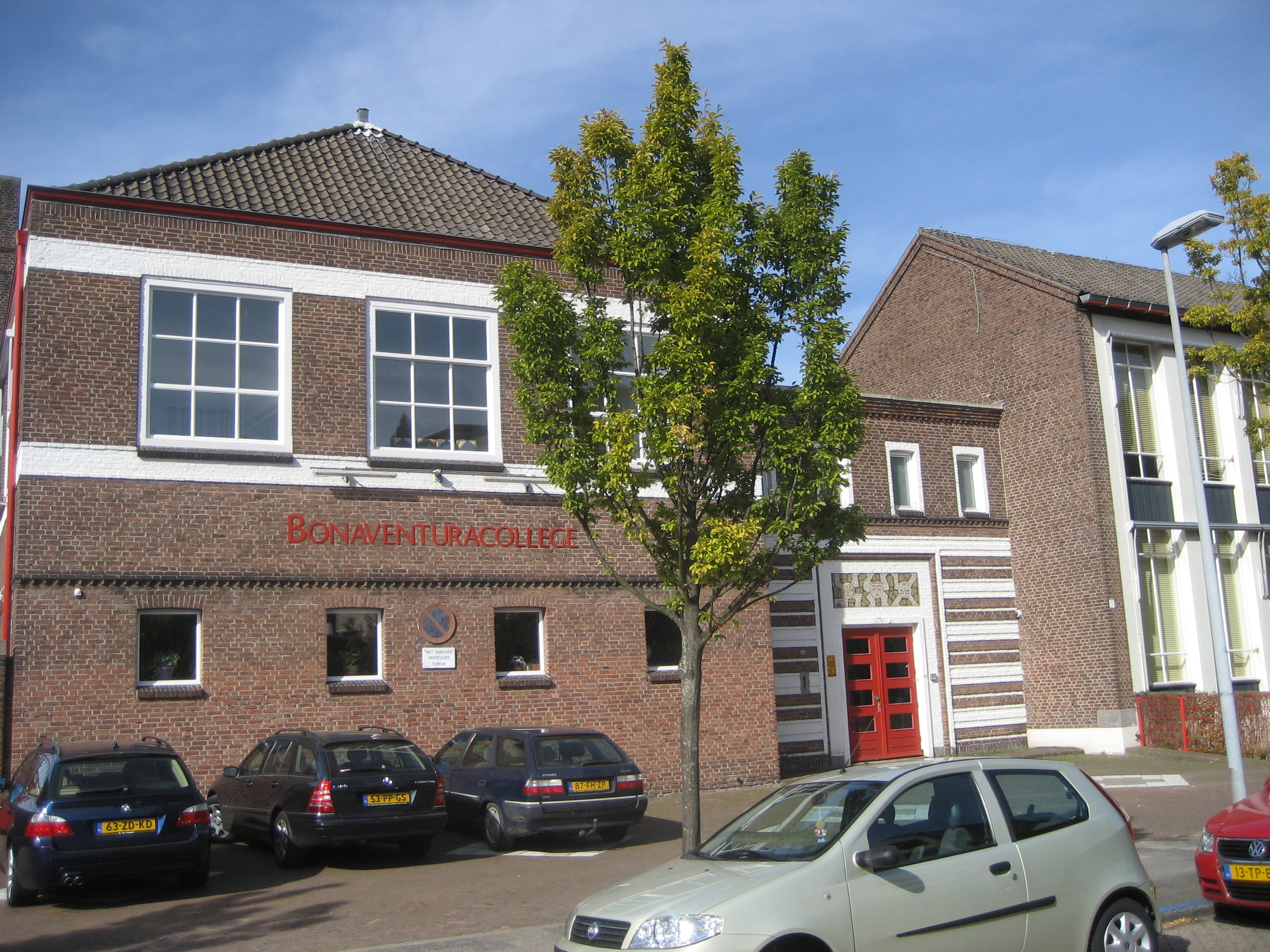
Vestiging Boerhaavelaan

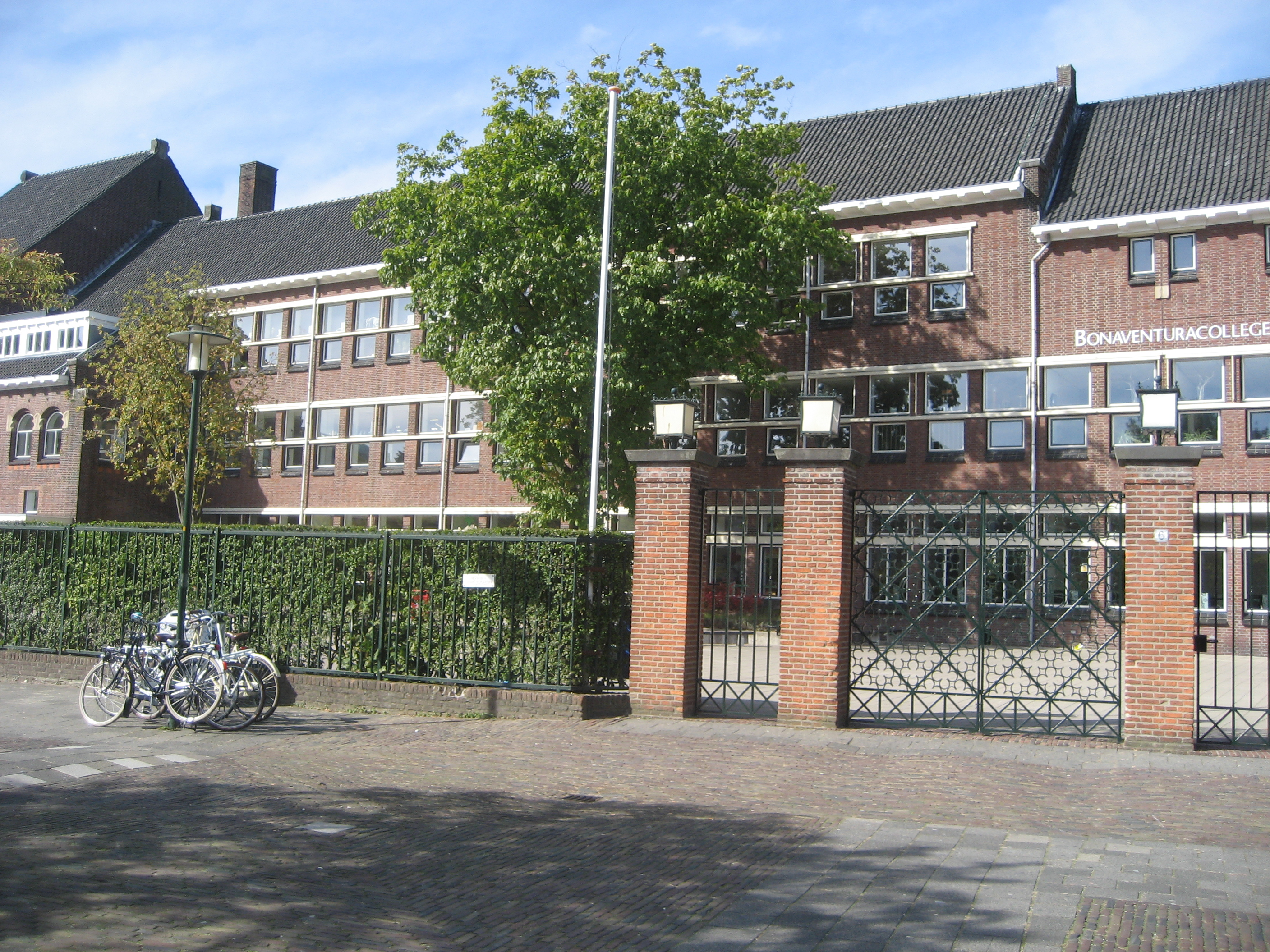
Vestiging Mariënpoelstraat

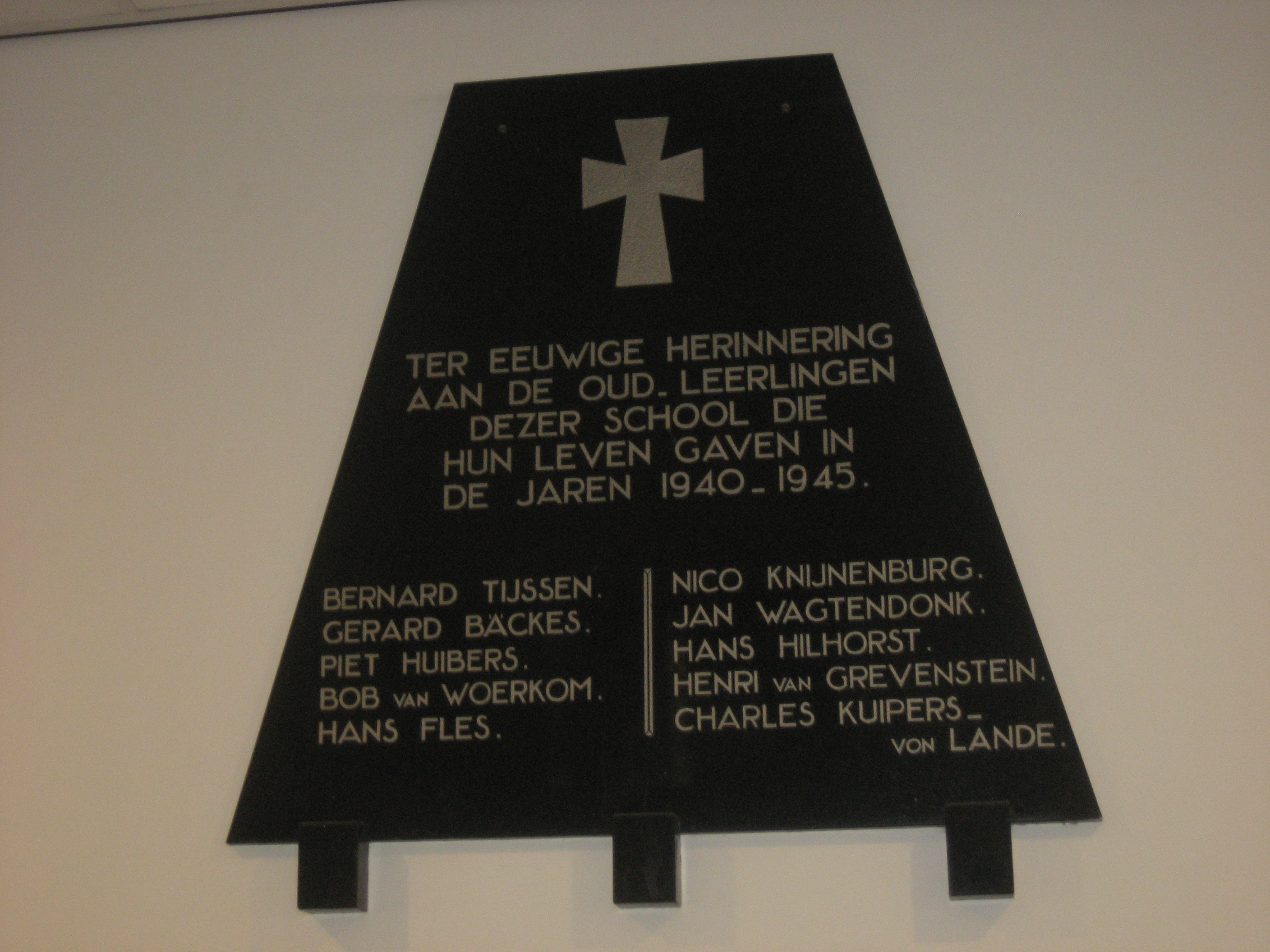
Mariënpoelstraat: gedenkplaat

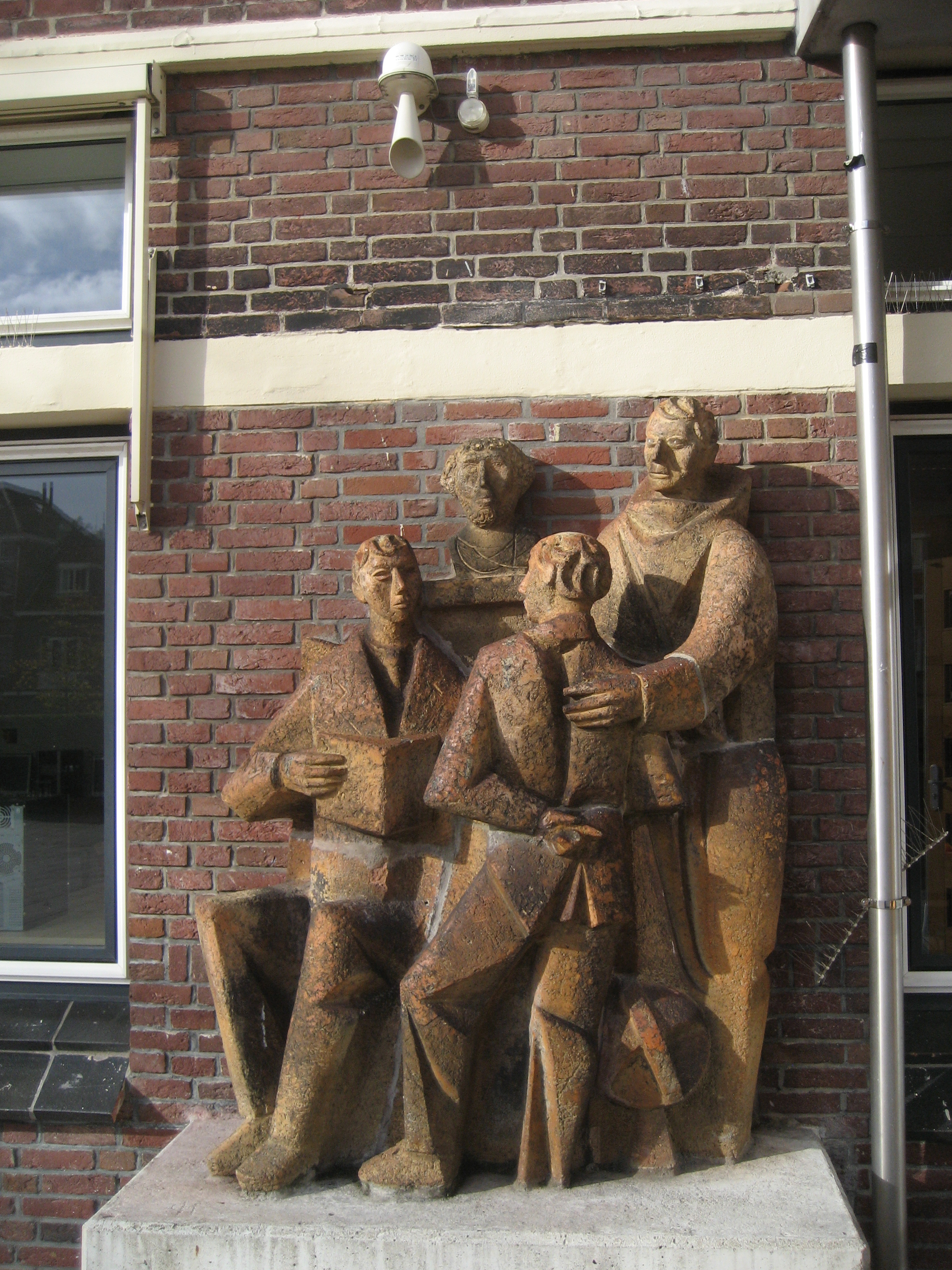
Mariënpoelstraat: standbeeld

Het Bonaventura (tot 2023 Bonaventuracollege) is een school voor katholiek voortgezet onderwijs in de Nederlandse stad Leiden. De school biedt onderwijs in gymnasium, atheneum, havo en vmbo. Het Bonaventura heeft drie vestigingen in Leiden. Het maakt samen met het Visser 't Hooft Lyceum en een aantal basisscholen deel uit van Stichting Confessioneel Onderwijs Leiden (SCOL).

## Vestigingen

### Burggravenlaan
De vestiging Burggravenlaan biedt onderwijs in gymnasium, atheneum, havo en mavo. In het schooljaar 2010-2011 had de school 1057 leerlingen, in het schooljaar 2017-2018 1250 leerlingen. De school is gehuisvest in het monumentale Dudok-gebouw uit 1915, op de hoek van de Burggravenlaan en de Hoge Rijndijk. Dit gebouw is gebouwd voor de Leidse HBS - Rembrandt die hier gehuisvest was tussen 1915 en 1979.

### Boerhaavelaan
De vestiging Boerhaavelaan biedt onderwijs op alle vmbo-niveaus. De school biedt leerlingen in de derde en vierde klassen de keuze uit vijf beroepsprofielen: Economie & Ondernemen; Bouwen Wonen en Interieur; Produceren Installeren en Energie; Horeca Bakken en Recreatie; Zorg & Welzijn. In het schooljaar 2017-2018 had de school 375 leerlingen. 
Het gebouw aan de Boerhaavelaan is gesloopt en vervangen door nieuwbouw op dezelfde plaats. Samen met Vso de Thermiek is in 2020 dit nieuwe gebouw in gebruik genomen. De vmbo-opleidingen van het Bonaventuracollege en het Visser 't Hooft lyceum zijn hier nu gevestigd onder de naam Beroepscollege Leystede en het vso heet nu Vso Leystede.

### Mariënpoelstraat
Bonaventura Lyceum (tot 2023 het Bonaventuracollege Mariënpoelstraat) in Leiden is een bijzonder persoonlijke school voor leerlingen met een havo-, vwo- en gymnasiumadvies. De school behoort tot de top van Nederland qua eindexamenresultaten. Met onderwijs op maat daagt de school leerlingen uit om hun talenten te ontdekken en zichzelf te ontwikkelen. De klassen zijn klein, de begeleiding is intensief en persoonlijk. De school is gehuisvest in het voormalige Franciscanerklooster in de Mariënpoelstraat. In het schooljaar 2020-2021 had de school 1000 leerlingen. Tot 2023 heette de school het Bonaventuracollege Mariënpoelstraat: vanaf 1 januari 2023 draagt de school de naam Bonaventura Lyceum.

## Geschiedenis
De geschiedenis van het Bonaventuracollege begint in de negentiende eeuw met de oprichting van tal van katholieke middelbare scholen in de Leidse regio. Het huidige Bonaventuracollege is een fusie van alle katholieke scholen voor voortgezet onderwijs in Leiden en omgeving.

### Schoolstrijd
In de Rijnstreek was begin negentiende eeuw één school voor voortgezet katholiek onderwijs. In Katwijk aan de Rijn was in 1831 het internaat College Sint Willibrord gesticht, waar katholieke leerlingen het gymnasium konden volgen. Het internaat werd geleid door paters van de orde der Jezuïeten. De school werd bekostigd door de katholieke kerk, want overheidsgeld was alleen beschikbaar voor openbare scholen. Met de invoering van de grondwet van 1848 verviel weliswaar de beperking voor het stichten van christelijke scholen, maar van overheidssteun was nog steeds geen sprake. Desalniettemin werd de school in 1905 uitgebreid met een HBS. De katholieke gemeenschap kon pas na beslechting van de Schoolstrijd in 1917 rekenen op overheidssubsidie voor hun bijzondere scholen.

### Oprichting Sint Bonaventura
In 1927 werd bekend dat het Sint Willibrord zou opgaan in het Sint Aloysiuscollege in Den Haag. Daardoor zou er voor leerlingen uit Leiden en omstreken geen school meer zijn voor voortgezet katholiek onderwijs.
De Leidse pastoor Beukers spande zich in voor het behoud van een katholieke middelbare school in de omgeving van Leiden. In augustus 1927 kreeg hij van de katholieke minister van onderwijs Waszink de toezegging dat de overheid subsidie zou geven voor een nieuw te vormen instelling in Leiden. Het eerste schooljaar 1927-1928 ressorteerde de school nog onder de Stichting Sint Willibrord, maar in augustus 1928 werd in Leiden de Onderwijsstichting Sint Bonaventura opgericht. De Rooms Katholieke HBS Sint Bonaventura werd geleid door de franciscaner pater drs. Balduinus de Goede. Het Sint Bonaventura was de eerste zes jaar van haar bestaan gehuisvest in de voormalige Leidse Zeevaartschool, maar in 1933 werd een nieuw gebouw betrokken aan de Mariënpoelstraat.

### Andere voorgangers van het Bonaventuracollege
Het katholieke voortgezet onderwijs in Leiden ontstond aan het begin van de twintigste eeuw op scholen die werden geleid door paters en zusters van verscheidene congregaties. In 1913 werd aan de Haarlemmerstraat de "MULO voor R.K. Jongejuffrouwen" gestart. De school was in handen van de Zusters van Liefde, een congregatie uit Tilburg, die in Leiden ook een lagere school leidden. Aan het Vrouwenkerkhof werd in 1929 de "R.K. Jongensschool voor MULO" geopend. Na verloop van tijd kreeg de school de naam "Titus Brandsma MULO". De MULO bood voortgezet onderwijs aan katholieke kinderen uit lagere sociaal-economische milieus die goed konden leren. De MULO voor jongens en meisjes werd in de jaren zestig samengevoegd en ging na de invoering van de Mammoetwet in 1968 de "Paulus MAVO" heten.
Op de "R.K. Vakschool voor meisjes" aan het Galgewater leerden katholieke meisjes hoe zij een goed huishouden konden voeren. Na de invoering van de Mammoetwet werd de schoolnaam "LHNO de Noorderwiek". Voor katholieke jongens uit Leiden en wijde omgeving was de "R.K. Technische School Don Bosco" de plaats om het timmer-, metaal- of elektriciteitsvak te leren. Deze school begon in 1952 in de Vestestraat en verhuisde medio jaren zestig naar de Boerhaavelaan. Door de Mammoetwet werd deze Ambachtschool een LTS, die later herdoopt werd tot "LTS Het Gilde".
Aan de Boommarkt stond de "R.K. VGLO Sint Laurentius" voor kinderen die geen vervolgopleiding deden en wilden gaan werken, maar nog wel leerplichtig waren. Na de invoering van de Mammoetwet werd het een school voor leao en lavo. De Sint Laurentius en de Paulus MAVO fuseerde in de jaren zeventig onder de naam "Paulus Scholengemeenschap". De scholengemeenschap betrok een nieuw gebouw op de hoek van de Kooilaan en de Surinamestraat.
In 1983 fuseerden de "Paulus Scholengemeenschap", "LHNO de Noorderwiek" en "LTS het Gilde" tot "Scholengemeenschap De Leidse". In 1993 ging "de Leidse" op in het nieuwe "Bonaventuracollege" en werd ondergebracht op de Boerhaavelaan.

### Schoolbaan
Tot het einde van het schooljaar 2018-2019 had het ook een vestiging in Roelofarendsveen. De vestiging Schoolbaan in Roelofarendsveen bood onderwijs in gymnasium, atheneum, havo, vmbo theoretische leerweg (mavo) en vmbo kaderberoepsgerichte leerweg. Tot en met het derde leerjaar volgen leerlingen op gymnasium, atheneum en havo hun opleiding op de Schoolbaan. Zij vervolgen hun opleiding op de vestiging Mariënpoelstraat in Leiden. In het schooljaar 2009-2010 had de school 285 leerlingen.

## Oud-Bonaventurianen
- Margie Ball (1948-1999), zangeres
- Hans van Brussel (*1952), uitgever
- Boudewijn Büch (1948-2002), dichter / schrijver / televisiepresentator / verzamelaar
- Rochus Franken (1962), priester
- Helen van Goozen (*1980), marathon- en langebaanschaatsster.
- Femke Heemskerk (*1987), zwemster, Europees en olympisch kampioen 2008
- Michiel Hoogeveen (*1989), politicus
- Santy Hulst (*1987), voetballer voor ADO Den Haag
- Piet de Jong (*1938), dendroloog
- Dennis Leeflang (*1979), drummer (o.a. Bumblefoot, Lita Ford, Within Temptation)
- Fik Meijer (*1942), historicus
- Carel Stolker (*1954), hoogleraar en rector, Universiteit Leiden
- Michalis Vakalopoulos (*1990), voetballer voor Vitesse
- Kirsten Verdel (*1978), politica
- Dennis Verheugd (*1972), DJ Radio 538
- Bettine Vriesekoop (*1961), Europees kampioene tafeltennissen 1982 en 1992, medewerkster NRC-Handelsblad
- John van der Wiel (*1959), schaakgrootmeester, Nederlands kampioen 1984 en 1986

## In de media
Op 28 september 2009 werd bij het opruimen van de chemicaliënvoorraad op de vestiging aan de Burggravenlaan gekristalliseerd picrinezuur aangetroffen. Uit voorzorg werd het gebouw geëvacueerd en werd de omgeving van de school afgezet. Omdat de vondst al ruim voor het begin van de eerste lessen werd gedaan, waren er nog niet veel leraren en leerlingen in de school aanwezig.